# Folkmålskommissionen
Folkmålskommissionen (egentligen Kommissionen för undersökning av svenska folkmål och svensk folkkultur i Finland) var en finlandssvensk kommission med syfte att "enligt vetenskapliga principer insamla och undersöka material belysande våra svenska folkmål och den kultur dessa företräda". 
Folkmålskommissionen bildades 1927 som en fri sammanslutning, vars medlemmar företrädde institutioner och föreningar med folkkultursforskning på programmet, det vill säga Finska vetenskaps-societeten, Föreningen Brage, Svenska landsmålsföreningen i Helsingfors och Svenska litteratursällskapet i Finland. Senare utvidgades kommissionen med representanter för Föreningen för nordisk filologi (1933) samt Helsingfors universitet och Åbo Akademi (båda 1930). 
Folkmålskommissionen var 1960–1976 huvudman för Ordbok över Finlands svenska folkmål och en av de institutioner som 1976 inlemmades i den nyinrättade Forskningscentralen för de inhemska språken.